# Teting-sur-Nied
Teting-sur-Nied (Duits: Tetingen an der Nied) is een gemeente in het Franse departement Moselle (regio Grand Est). De plaats maakt deel uit van het arrondissement Forbach-Boulay-Moselle. Teting-sur-Nied telde op 1 januari 2022 1.260 inwoners.

## Geografie
De oppervlakte van Teting-sur-Nied bedroeg op 1 januari 2022 9,83 vierkante kilometer; de bevolkingsdichtheid was toen 128,2 inwoners per km².

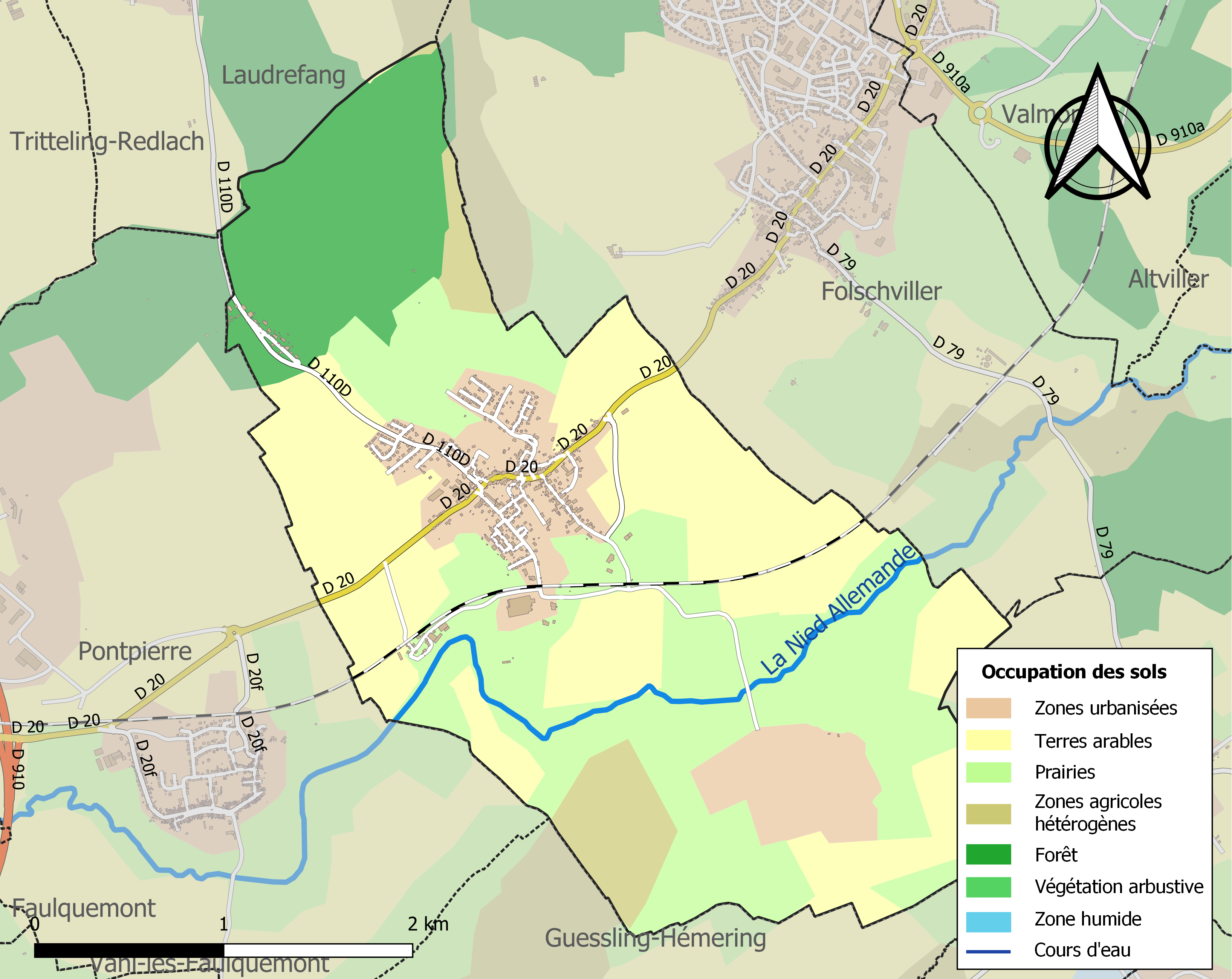
Kaart van de gemeente met de belangrijkste infrastructuur, bodemgebruik en omliggende gemeenten

## Verkeer en vervoer
In de gemeente ligt spoorwegstation Teting.

## Demografie
Onderstaande figuur toont het verloop van het inwonertal (bron: INSEE-tellingen).